# PARE (Luftfahrt)
In der Luftfahrt ist PARE ein Akronym und eine Eselsbrücke für ein allgemeines Verfahren zum Ausleiten des Trudelns eines Luftfahrzeugs, das für viele Arten von Starrflügelflugzeugen anwendbar ist.

## Bedeutung
PARE steht für:
- Power (Schub): Leerlauf
- Ailerons (Querruder): Neutral (und Klappen eingefahren)
- Rudder (Seitenruder): In vollem Ausschlag entgegen der Trudeldrehrichtung halten
- Elevator (Höhenruder): Drücken

Diese Steuereingaben halten, bis die Rotation stoppt, dann:
- Seitenruder: Neutral
- Höhenruder: Kontrolliertes Ziehen bis zum Geradeausflug oder leichter Steigung in stabiler Lage.

## Ablauf
Der erste Schritt in der PARE-Sequenz besteht darin, die Leistung auf Leerlauf zu reduzieren. Der zweite Schritt besteht darin, die Querruder neutral zu halten (und die Klappen einzuziehen, falls sie ausgefahren sind). Der dritte Schritt besteht darin, das Seitenruder in die entgegengesetzte Richtung der Trudeldrehung voll einzuschlagen und zu halten. Der vierte Schritt besteht darin, das Höhenruder in die neutrale Position zu bringen.
Die Höhenruderbewegung sollte nach dem vollständigen Ausschlagen des Seitenruders betätigt werden. Bei vielen Flugzeugen ist es die Kombination aus vollem Seitenruderausschlag entgegen der Trudeldrehrichtung und der Höhenruderbewegung, die die Drehung beendet (das volle Seitenruder allein reicht möglicherweise nicht aus, um die Drehung zu stoppen). Wie weit das Höhenruder ausgelenkt werden muss, hängt von zahlreichen Faktoren ab, kann von Flugzeug zu Flugzeug variieren und kann sogar im selben Flugzeug unter verschiedenen Trudelbedingungen unterschiedlich sein.
Die Maßnahmen nach dem PARE-Akronym werden nacheinander durchgeführt, bis alle vier primären Maßnahmen abgeschlossen sind.

## Geschichte und Einschränkungen
Die PARE-Checkliste bietet eine Methode, um die Schritte des NASA-Standard-Trudelausleitverfahren für typische einmotorige Flugzeuge der allgemeinen Luftfahrt zu lernen und sich zu merken. Trudelausleitverfahren der NASA wurden erstmals 1936 eingeführt und während eines intensiven Trudeltestprogramms der NASA in den 1970er/1980er Jahren mit vier repräsentativen einmotorigen Flugzeugen erneut überprüft.
Bei vielen Flugzeugen kann es jedoch zu einem nicht durch Pilotenmaßnahmen zu beendenden Trudeln kommen, insbesondere bei Flugzeugen, die speziell gegen absichtliches Trudeln gekennzeichnet sind. Es gibt keine Garantie, dass ein Flugzeug in jeder Situation (insbesondere über die erste Kurve im Trudeln hinaus) aus einem Trudeln ausgeleitet werden kann.